# Château de la Cour (Étienville)
Le château de la Cour est une demeure, du XVIIe siècle, qui se dresse, dans le Cotentin, sur le territoire de la commune française d'Étienville, dans le département de la Manche, en région Normandie. L'édifice est partiellement inscrit au titre des monuments historiques.

## Localisation
Le château est situé à proximité sud de l'église Saint-Georges d'Étienville, dans le département français de la Manche.

## Historique
Au Ier siècle apr. J.-C., le site est choisi par les Romains pour passer les marais sur la voie reliant Cherbourg à Coutances, qui y construisent un pont de bois et de pierres. Au Moyen Âge, près du pont, on construit une fortification dans le but de surveiller et contrôler le passage.
C'est vers 1450, que les seigneurs du lieu, la famille de Pierrepont, bâtissent un presbytère. Sont seigneurs d'Étienville, Richard de Pierrepont, époux de Marguerite de Gouvis, leur fils Jean III de Pierrepont († 1552), époux de Marguerite d'Orglandes.
En 1573, au décès de Robert de Pierrepont, fils de François de Pierrepont et de de Françoise de La Roque, c'est son frère Guillaume de Pierrepont-Étienville († 1622), époux de Françoise de Longaulnay, alors seigneur d'Étienville, gouverneur des châteaux de Valognes (1590) et de Saint-Sauveur-le-Vicomte, qui hérite.
L'église et le château seront construits plus tard et achevés vers 1650 par le gouverneur de la place de Granville, Hervieu de Pierrepont, fils de Guillaume et de Françoise. C'est dans le château où il réside, qu'il meurt le 18 août 1662 sans postérité de Jeanne de Sainte-Marie.
Le château passe alors à la famille du Moncel, à la suite du mariage, en 1632, d'Élisabeth de Pierrepont († 1664), sœur d'Hervieu de Pierrepont, avec François du Moncel. Leurs fils, Hervieu du Moncel († 1692), est qualifié de seigneur d'Étienville, et à la suite son frère, Jean-Trajan-Théodose du Moncel († 1710). Ce dernier épouse Marguerite Kadot, et c'est leur fils Louis-Hector du Moncel (1703-1770) qui en est le seigneur.
C'est Anne et Philippe Gillieron qui depuis 1980 sont en possession du château et du presbytère.

## Description
Le château de la Cour, avec sa façade classique du XVIIe siècle, longue de 35 mètres, se présente sous la forme d'un corps de logis flanqué de deux tourelles polygonales ornées de clochetons. Sa façade est agrémentée d'un pavillon central en forte saillie avec une porte et à l'étage une fenêtre surmontée de lucarnes jumelées.
Le parc d'une superficie de deux hectares comprend un potager à l'ancienne, un verger, des vignes, un jardin de curé, un étang, etc., ainsi qu'un belvédère d'où l'on peut observer le marais.

## Protection
Les façades et les toitures du château sont inscrites au titre des monuments historiques par arrêté du 17 mars 1975.

## Visite et hébergement
Le parc est ouvert à la visite à partir du printemps et accueille diverses animations (théâtre, conférences, concerts, sons et lumières), et en été des animations pour les enfants. Le château, propriété privée, ne se visite pas. Des chambres sont disponibles à la réservation.

## Liste des possesseurs successifs
Liste non exhaustive.
- Famille de Pierrepont
  - Richard de Pierrepont
  - Jean III de Pierrepont, fils du précédent († 1552)
  - François de Pierrepont ?, fils du précédent
  - Guillaume de Pierrepont-Étienville, fils du précédent († 1622)
  - Hervieu de Pierrepont, fils du précédent († 1662)
- Famille du Moncel
  - Hervieu du Moncel († 1692)
  - Jean-Trajan-Théodose du Moncel, frère du précédent († 1710)
  - Louis-Hector du Moncel, fils du précédent († 1770)